# Бринзові галушки
Бринзові галу́шки (словац. Bryndzové halušky) — галушки, густо заправлені м'яким сиром. Традиційна словацька страва, дуже популярна в минулому. Про популярність галушок свідчить той факт, що про них складені пісні, приказки тощо. В кожному краї рецепт приготування мав певні особливості.
Бринзові галушки — одна з найпопулярніших страв словацької кухні. До них входять продукти, котрі для цієї кухні є основними: словацька бринза, картопля, борошно і копчене свиняче м'ясо із салом. На відміну від української кухні, словацькі галушки мають солонуватий смак і мілкіші за розміром. Тісто для галушок з бринзою готують із тертої картоплі і борошна. Самі галушки можна приготувати різноманітними способами: тісто можна видавлювати через спеціальну металеву форму з невеликими отворами або відщипувати, нарізати. Після відварювання готові гарячі галушки змішують із бринзою, при цьому бринза до складу тіста не входить. Подають галушки з бринзою найчастіше із кисляком або сметаною і також зі шкварками із копченого м'яса із салом.

## Див.також
- Шпецле
- Кльоцки
- Галушки
- Копитки